# Александър Стефанов
Александър Стефанов Милев е български просветен деец и революционер, деец на Вътрешната македоно-одринска революционна организация.

## Биография
Александър Стефанов е роден на 27 май 1880 година в град Мустафапаша, тогава в Османската империя, днес Свиленград, България. Баща му Стефан Милев е състоятелен търговец и съдържател на касапница. Взима поръчка за доставка на месо на турската казарма в града, но през 1889 година завистливи търговци евреи го убиват, завързват в чувал и изхвърлят тялото му в Марица. Убийството е разкрито, включително това на друг касапин с име Жельо, и някои от злосторниците са осъдени на 6 месеца затвор. Майка му се жени повторно, а Александър Стефанов има възможност да завърши основно и прогимназиално училище в родния си град, а след това учи в българското педагогическо училище в Скопие, но по-късно се прехвърля в Сяр и завършва тамошното българско педагогическо училище. Започва да преподава в различни села из Македония.
По същото време се присъединява към ВМОРО като легален деец, а по-късно влиза в кратовската районна чета на Йордан Спасов. На 19 ноември 1905 година е ранен тежко в десния крак в сражението на кратовската чета при село Стърмош, изнесен е в България на лечение. Поради загубата на кръв и закъсняването на лечението в Александровска болница е ампутиран кракът му.
След като се възстановява Александър Стефанов постъпва на работа като чиновник в отдел по статистика, но продължава да подпомага революционното движение. Дочаква частичното освобождение на Македония и Тракия през 1941 година и пише поздравителна телеграма до Илинденската организация, в която се казва:
| „ | Борбата някога за свободата на Македония бе борба за обединението на България. До себеотрицание се жертвувах на младини за свободата и на брата отвъд Рила и Родопите, около македонските планини, чак до бреговете на Белото море. Днес всички българи се радваме за постижението на всеобщия идеал, некогашна мечта, от която се ръководеше прежната революционна борба - уголемена и обединена България. | “ |

Александър Стефанов остава ерген и умира на 22 март 1943 година в софийска болница с напреднала артериосклероза и след усложнение на здравия му крак.